# Matti A. Pitkänen
Matti Albert Pitkänen, född 13 juni 1930 i Helsingfors, död där 22 februari 1997, var en finländsk fotograf. 
Pitkänen arbetade 1946–1955 för olika företag i fotobranschen och blev 1956 innehavare av en egen studio i Helsingfors. Han publicerade ett stort antal illustrerade böcker som skildrar det finländska landskapet och den finländska människan. Han tilldelades titeln Konstens akademiker 1982.